# Nevada Gaming Control Board
Рада з контролю за іграми в штаті Невада, також відома як Державна рада з контролю за іграми (Nevada Gaming Control Board або NGCB) — це урядова установа штату Невада, яка займається регулюванням ігор та слідкує за дотриманням законів про ігри на всій території штату, разом з Комісією з ігор. Правоохоронний відділ Комітету з контролю за іграми Невади є правоохоронним підрозділом ігрової комісії штату. Він був заснований в 1955 року законодавчим органом штату Невада.
Рада складається з трьох членів, призначених губернатором. Членів призначають на чотирирічний термін.

## Підрозділи
- Адміністративний відділ
- Відділ аудиту
- Правоохоронний відділ (у штаті працюють присяжні правоохоронці)
- Відділ розслідувань
- Відділ податків та ліцензій
- Відділ технологій[2]

## Ігрові доходи та збори
Управлінська рада повідомляє щомісячні доходи від ігор та збори за встановленими районами:
- Округ Кларк
  - LV Strip
  - Центр міста
  - Північний Лас-Вегас
  - Лафлін
  - Boulder Strip
  - Мескіт
  - Balance of County
- Округ Dошо
  - Ріно
  - Спаркс
  - Північне озеро Тахо
  - Balance of County
- Південне озеро Тахо
- Повіт Елко
  - Wendover
  - Balance of County
- Район Карсон-Веллі
- Інші райони

Згідно з даними Державного комітету з контролю за іграми, 2019 року доходи казино Невади вперше показали щомісячний ріст. У червні 2019 було зібрано 1,04 млрд $, що на 11,6 % більше, ніж 2018 року.